# Kačanik
Kačanik (albansko Kaçanik ali Kaçaniku, srbska cirilica Качаник) je manjše mesto in središče istoimenske občine na jugovzhodu Kosova. Leži ob izlivu reke Nerodimke v Lepenec na skrajnem južnem robu Kosovega polja ob glavni prometnici Skopje–Priština.

## Zgodovina
Za ustanovitelja današnjega mesta velja Kodža Sinan Paša, ki je v 16. stoletju ob trgovsko in strateško pomembni poti dal zgraditi trdnjavo, še danes stoječo džamijo, šolo, dva hana, hamam in več mlinov na Lepencu. Do leta 1891 je bilo mesto del Skopskega sandžaka v Kosovskem vilajetu.
Ime mesta naj bi izhajalo iz turške besede kaçanlar – »ubežniki« po albanskih razbojnikih, ki so nekoč oplenili Skopje in se nato skrili na tem območju.
V 30. letih prejšnjega stoletja je časopis Politika Kačanik opisal kot »zelo mirno mesto« in »priljubljeno letovišče mnogih družin iz Skopja in s Kosova«.

## Prebivalstvo
Prebivalstvo je večinsko albansko: popis 2011 je poleg 10 369 (99,77 %) Albancev zabeležil 10 Bošnjakov, 5 Romov, enega Srba in enega Turka.